# Marina Elvira Calderone

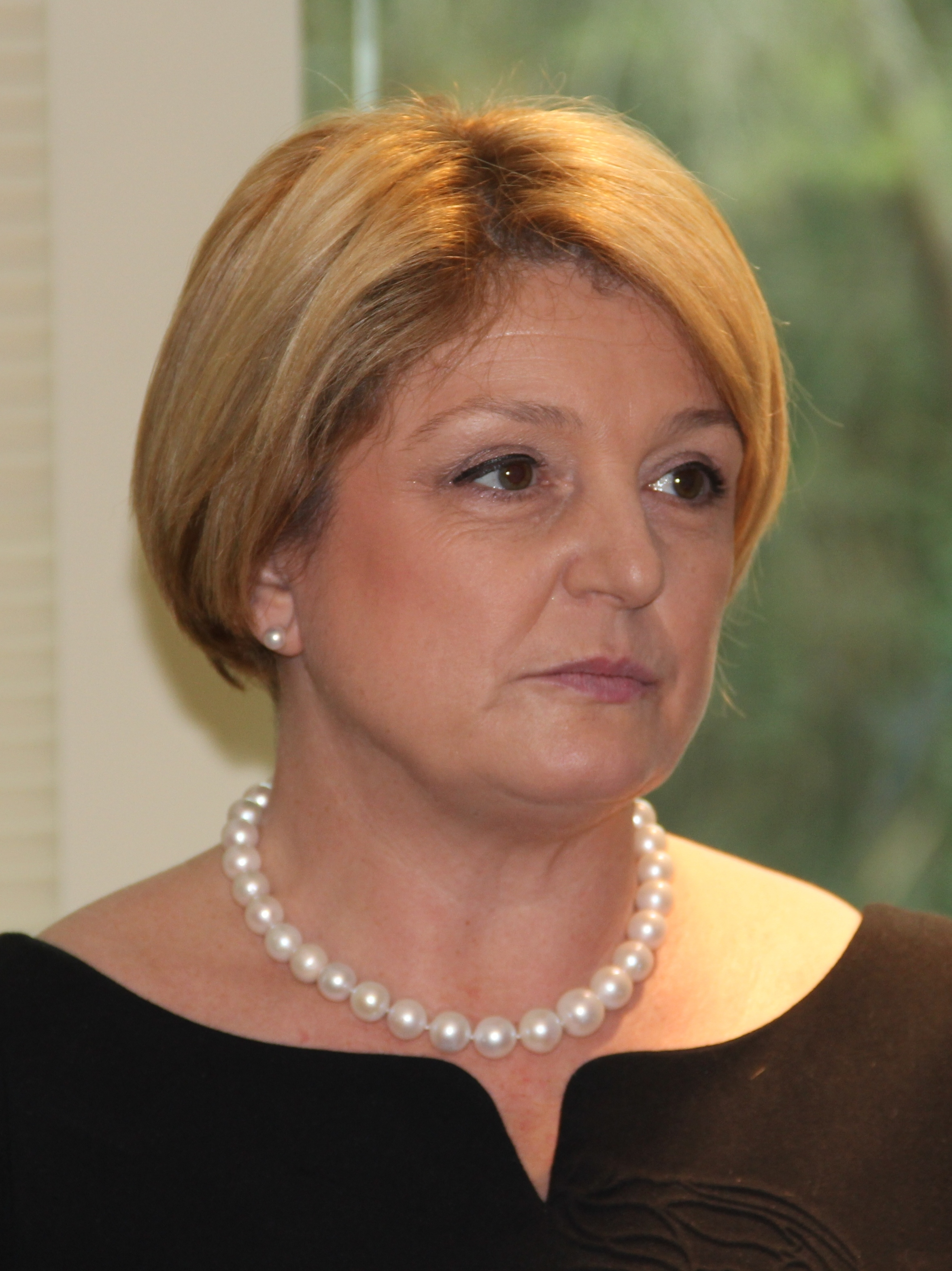
Marina Elvira Calderone (2022)

Marina Elvira Calderone (* 30. Juli 1965 in Bonorva) ist eine italienische Managerin. Die parteilose Calderone ist seit Oktober 2022 Ministerin für Arbeit und Sozialpolitik im Kabinett Meloni.

## Werdegang
Die auf Sardinien in der Provinz Sassari geborene Marina Elvira Calderone studierte Internationale Betriebswirtschaftslehre. Ihre berufliche Karriere begann sie 1994 als freiberufliche Lohnbuchhalterin. Von 2005 bis 2022 stand sie der Lohnbuchhalterkammer als Präsidentin vor. Außerdem war sie von 2009 bis 2022 Präsidentin des Freiberuflerverbandes (Comitato Unitario Permanente degli Ordini e Collegi Professionali – CUP).
Calderone hat sich auf Krisenmanagement und auf Personalführung im öffentlichen Bereich spezialisiert. Von 2014 bis 2020 war sie Vorstandsmitglied beim staatlichen Rüstungs-, Luft- und Raumfahrtunternehmen Finmeccanica, das 2016 in die Leonardo S.p.A. aufging. Ihre Ernennung bei der Finmeccanica kam auf ausdrücklichen Wunsch der Regierung Renzi zustande. Von 2015 bis 2022 gehörte sie zudem dem Europäischen Wirtschafts- und Sozialausschuss an.
Vor ihrer politischen Karriere galt sie in politischen Kreisen als gewandter Gesprächspartner. Unter dem Kabinett Conte I war Maria Calderone als Präsidentin des staatlichen Sozialversicherungsträgers INPS im Gespräch. Zu diesem Zeitpunkt stand sie im engen Kontakt mit damaligen Arbeitsminister und Chef der Fünf-Sterne-Bewegung Luigi Di Maio. Danach näherte sie sich den Positionen von Fratelli d’Italia unter Giorgia Meloni.
Am 21. Oktober 2022 wurde Marina Elvira Calderone von der designierten Ministerpräsidentin Meloni als neue Arbeits- und Sozialministerin vorgeschlagen und am Tag darauf von Staatspräsident Sergio Mattarella vereidigt.
Noch vor ihrer Vereidigung wurde von Teilen der italienischen Medien kritisiert, dass ihre Ernennung mit einer Reihe von Interessenskonflikten verbunden sei. So sei Calderone als Präsidentin der Lohnbuchhalterkammer in der Vergangenheit mehrmals beim Arbeitsministerium vorstellig geworden, mit dem Ziel die Arbeitskosten zugunsten der Arbeitgeber zu senken. Als Arbeits- und Sozialministerin steht sie zudem der INPS vor, in der ihr Mann Vorstandsmitglied ist.